# Mecze reprezentacji Polski w piłce nożnej mężczyzn prowadzonej przez Jana Urbana
Zestawienie spotkań reprezentacji Polski pod wodzą Jana Urbana. 
 Kadencja Jana Urbana na stanowisku selekcjonera reprezentacji Polski rozpoczęła się 16 lipca 2025.

## Oficjalne międzynarodowe spotkania
| Nr | Przeciwnik    | Miejsce   | Data                 | Impreza         | Wynik (Polska – przeciwnik) | Przypisy |
| -- | ------------- | --------- | -------------------- | --------------- | --------------------------- | -------- |
| 1  | Holandia      | Rotterdam | 4 września 2025      | elim. MŚ 2026   |                             |          |
| 2  | Finlandia     | Chorzów   | 7 września 2025      | elim. MŚ 2026   |                             |          |
| 3  | Nowa Zelandia | Chorzów   | 9 października 2025  | mecz towarzyski |                             |          |
| 4  | Litwa         | Kowno     | 12 października 2025 | elim. MŚ 2026   |                             |          |
| 5  | Holandia      | Warszawa  | 14 listopada 2025    | elim. MŚ 2026   |                             |          |
| 6  | Malta         | Ta’ Qali  | 17 listopada 2025    | elim. MŚ 2026   |                             |          |